# Abarema barbouriana
Abarema barbouriana là một loài thực vật có hoa thuộc họ Đậu.